# الحراء، مکه
الحَرّاء، مکه، روستایی در غرب عربستان سعودی است که در استان مکه واقع شده است.